# Sam Willoughby
Sam Willoughby (ur. 15 sierpnia 1991 w Bedford Park) – australijski kolarz górski i BMX, wicemistrz olimpijski oraz czterokrotny medalista mistrzostw świata BMX.

## Kariera
Pierwszy sukces w karierze Sam Willoughby osiągnął w 2008 roku, kiedy został mistrzem świata juniorów BMX. Wynik ten powtórzył także rok później, a w 2011 roku był czwarty na mistrzostwach świata w Kopenhadze, przegrywając walkę o podium z Markiem Willersem z Nowej Zelandii. W 2012 roku zdobył dwa medale na międzynarodowych imprezach. Najpierw zajął drugie miejsce podczas igrzysk olimpijskich w Londynie, przegrywając tylko z Łotyszem Mārisem Štrombergsem, a kilka tygodni później zwyciężył na mistrzostwach świata w Birmingham. Startuje także w kolarstwie górskim, choć nigdy nie zdobył medalu na mistrzostwach świata MTB.